# Bryconamericus multiradiatus
Bryconamericus multiradiatus är en fiskart som beskrevs av Dahl, 1960. Bryconamericus multiradiatus ingår i släktet Bryconamericus och familjen Characidae. Inga underarter finns listade.